# Pradła (wąwóz)
Pradła – wąwóz w Ojcowskim Parku Narodowym (OPN). Jest bocznym, orograficznie prawym odgałęzieniem wąwozu Jamki. Ma wylot w odległości około 190 m od wylotu wąwozu Jamki. Wznosi się w kierunku południowym, w końcowym odcinku ulega spłyceniu i kończy się w lesie poniżej pól uprawnych Czajowic.
Wylot wąwozu Pradła do Jamek jest skalisty. Pomiędzy skałami znajduje się  Jaskinia Złodziejska. Pradła porasta płat rzadkiej na Wyżynie Ojcowskiej buczyny karpackiej. W jej runie licznie rośnie miesięcznica trwała.
Przez Pradła prowadzi nieznakowana ścieżka. Cały obszar wąwozu Pradła jednak to obszar ochrony ścisłej. Przejście wąwozem dozwolone tylko za zgodą dyrekcji OPN.